# Бальдінген (Ааргау)
Бальдінген (нім. Baldingen AG) — колишня громада  в Швейцарії в кантоні Ааргау, округ Цурцах. 2022 року громади Бад-Цурцах, Бальдінген, Бобікон, Віслікофен, Кайзерштуль, Рекінген, Рітгайм і Рюмікон об'єдналися в громаду Цурцах.

## Географія
Громада розташована на відстані близько 95 км на північний схід від Берна, 28 км на північний схід від Аарау.
Бальдінген має площу 2,8 км², з яких на 11,4% дозволяється будівництво (житлове та будівництво доріг), 57,3% використовуються в сільськогосподарських цілях, 31,3% зайнято лісами, 0% не є продуктивними (річки, льодовики або гори).

## Демографія
2019 року в громаді мешкало 266 осіб (-8,6% порівняно з 2010 роком), іноземців було 11,7%. Густота населення становила 94 осіб/км².
За віковим діапазоном населення розподілялося таким чином: 16,5% — особи молодші 20 років, 69,9% — особи у віці 20—64 років, 13,5% — особи у віці 65 років та старші. Було 105 помешкань (у середньому 2,5 особи в помешканні).
Із загальної кількості 52 працюючих 22 було зайнятих в первинному секторі, 5 — в обробній промисловості, 25 — в галузі послуг.